# 本多正種
本多 正種（ほんだ まさたね）は江戸時代の旗本。

## 略歴
承応3年（1654年）に旗本本多正綱の長男として生まれた。寛文2年（1662年）に4代将軍徳川家綱に初めて謁見した。延宝6年（1678年）に小姓組に列し、天和2年（1682年）に家督を相続した。貞享2年（1685年）に進物番、元禄元年（1688年）に桐間番士となり、同年に小姓組に戻る。元禄10年（1697年）伊豆国賀茂郡、下野国都賀郡において800石を賜った。宝永4年（1707年）に職を辞して小普請に入り、宝永7年（1710年）に致仕。享保2年（1717年）、64歳で死去。

## 系譜
- 父：本多正綱
- 母：舟橋秀相の娘
- 正室：松平乗成養女 - 畠山義里の実子で松平真次の外孫
- 長男：本多正孟
- 次男：松平乗真 - 従伯父の松平乗成の養子
- 三男：本多正尹 - 長兄正孟の養子
- 女子：本多忠晴室
- 女子：三宅重房室
- 女子：平野長英室 - 次兄松平乗真の養女